# Maryland-brug
Een Maryland-brug of adhesiefbrug of kleefbrug is een weefselbesparende techniek om een ontbrekende tand te vervangen door een kunsttand te kleven aan de buurtanden. Deze techniek werd ontwikkeld aan de universiteit van Maryland, vandaar de naam.
Een Maryland brug bestaat uit een metalen basis met hierop een tand in porselein gebakken. Het heeft het aanzicht van een tand met twee metalen vleugeltjes. Deze twee metalen vleugeltjes worden (palataal) tegen de buurtanden gekleefd.
De preparatie van de buurtanden is minimaal. Er wordt palataal van de buurtanden een aantal groeven en stops geslepen. 
De Maryland-brug wordt met een composiet of een gemodificeerd composiet gekleefd aan de tanden links en rechts van de ontbrekende tand. Retentie zit hoofdzakelijk in de kleefkracht van het composiet. Een Marylandbrug is enkel mogelijk indien er voldoende ruimte is tussen de onder en boven tanden.
De Maryland-brug wordt ook weleens als een tijdelijke oplossing beschouwd in afwachting van een implantaat of een klassieke brug. De reden hiervoor is dat de deze Maryland brug een minder lange levensduur heeft.
Tegenwoordig maakt men meer en meer gebruik van vezel versterkte composietbruggen.